# إتش إم إس هود
أتش أم أس هود (رقم بينانت 51) آخر طراد معركة تم تصميمه للبحرية الملكية. تم إدخالها في الخدمة عام 1920، وقد سميت باسم الأدميرال صموئيل هود. كانت هود أول طراد معركة حربية من فئة الأدميرال من أصل أربعة تم بناؤها خلال الحرب العالمية الأولى في منتصف عام 1916، كان تصميم مقيد، على الرغم تم تعديل التصميم بعد معركة جوتلاند حيث حصل على بعض التحسينات بينما كانت قيد الإنشاء. لهذا السبب، كانت السفينة الوحيدة من فئتها التي يتم إكمالها. على الرغم من ظهور تصميمات جديدة وأكثر حداثة للسفن مع مرور الوقت، ظلت هود أكبر وأقوى سفينة حربية في العالم لمدة 20 عاماً بعد تكليفها، وتنعكس مكانتها في لقبها "The Mighty Hood".
عندما اندلعت الحرب الأهلية الإسبانية، تم تعيين هود رسميًا في أسطول البحر المتوسط حتى اضطرت إلى العودة إلى بريطانيا في عام 1939 لإجراء إصلاح شامل. وبحلول ذلك الوقت، خفض التقدم في المدفعية البحرية فائدة هود كان من المقرر أن تخضع لعملية إعادة بناء كبرى في عام 1941 لتصحيح هذه المشكلات، ولكن اندلاع الحرب العالمية الثانية في سبتمبر 1939 أجبر السفينة على الخدمة دون تلقيها لاية ترقيات.
عندما تم إعلان الحرب ضد ألمانيا، كانت هود تعمل في المنطقة المحيطة بآيسلندا، وقضت الأشهر القليلة التالية في البحث عن غزاة التجارة الألمانية بين أيسلندا والبحر النرويجي. بعد إصلاح شامل لنظام الدفع الخاص بها، أبحرت كسفينة القائد لللقوة إتش، وشاركت في تدمير الأسطول الفرنسي في مرس الكبير. تم إرسال هود إلى موقع سكوبا فلو، وتم إرساله إلى المنطقة كقوة مرافقة وبعد ذلك كدفاع ضد الأسطول الغازي الألماني المحتمل، تم إرسالها إلى سكوبا فلو. في مايو 1941، أمرت البارجة برنس أوف ويلز وأنها اعترضت البارجة الألمانية بسمارك والطراد الثقيل برنس يوجين، التي كانت في طريقها إلى المحيط الأطلسي، حيث كانوا لمهاجمة القوافل. في 24 مايو 1941، في وقت مبكر من معركة مضيق الدنمارك، أصيبت هود بعدة قذائف ألمانية، وانفجرت، وغرقت في غضون 3 دقائق، مع فقد جميع طاقمها باستثناء ثلاثة. أثرت خسارتها على الروح المعنوية البريطانية.

## الحرب العالمية الثانية
تولى الكابتن ايرفين جيني القيادة في مايو 1939 وتم تعيين هود في سرب باتلويزر هوم فليت بينما لا تزال عملية تجديدها مستمرة. عندما اندلعت الحرب في وقت لاحق من ذلك العام، كانت تستخدم بشكل أساسي للقيام بدوريات بالقرب من أيسلندا وجزر فارو لحماية القوافل واعتراض المغيرين التجاريين الألمان. في 25 سبتمبر 1939.